# Тюменский государственный цирк
Тюменский цирк — цирк в Тюмени, расположенный на пересечении Цветного Бульвара и Первомайской улицы.

## История цирка
История тюменского цирка началась в XIX в., когда в 1839 г. в городе начали выступать уличные гимнасты. В конце XIX в. выступления проходили в шатрах, а в 1897 г. появилось первое помещение для цирковых выступлений, причём в нём были установлены печи, и в нём могли проводиться выступления и зимой. Цены на билеты в него были доступны и простым горожанам. В 1898 г. сюда с гастролями приезжала труппа из цирка Антоновой, а в 1900 г. — выдающийся артист цирка, клоун-сатирик и дрессировщик Анатолий Дуров.
В начале XX в. круглогодичный цирк уступил место новому, летнему, построенный на средства товарищества Э. Стракай. В нём первое выступление состоялось 23 июня 1903 г. В июне 1906 г. цирк меняет владельца — переходит к В. Т. Соболевскому и начинает называться в его честь. Затем владельцем цирка становится некий Костоусов.
В 1910 г. в цирке появляется постоянная труппа. После Революции 14 марта 1921 года цирк был национализирован и передан в ведомство подотдела искусств Губнаробраза. В середине 1920-х гг. ветхое здание цирка было снесено, а новое было построено в 1932 г. на Первомайской улице. 15 мая 1932 г. состоялось его первое представление. Новый цирк имел 1874 зрительских места и был летним: цирковые представления давались ежегодно только в период с мая по сентябрь-октябрь, а на зиму цирк закрывался. Это здание цирка было закрыто только в 2002 г. вследствие того, что его брезентовая крыша в сентябре 2001 г. была порвана ветром. Её восстановление было сочтено нецелесообразным, в 2002 г. старое здание было решено демонтировать.
В том же году началось строительство нового здания тюменского цирка. Проект нового цирка был создан тюменским архитектором Игорем Литовкой. Строительство продолжалось два года, и в 2004 г. в нём прошло первое цирковое представление. Стоимость постройки была довольно значительной — 170 миллионов рублей, общая площадь здания составила 5425 м3, высота — 36 м. У здания отсутствуют колонны, и все необходимые приспособления закреплены на его потолке. Арена цирка имеет диаметр 13 м, а за представлением могут наблюдать 1600 человек.
Цирк также оборудован слоновником на 6 мест и конюшней на 15 стойл.

## Цирк сегодня
Тюменский цирк с его оригинальной архитектурой является городской достопримечательностью. Ночью цирк украшен иллюминацией. На его крыше установлен металлический шар, который светится ночью.
На площадке перед театром расположены бронзовые статуи знаменитых советских клоунов: Карандаша, Юрия Никулина и Олега Попова.

## Галерея

Статуя клоуна Карандаша  у Тюменского госцирка
Статуя Олега Попова
Статуя Юрия Никулина